# ترفیع (فیلم)
ترفیع (به انگلیسی: The Promotion) فیلمی محصول سال ۲۰۰۸ و به کارگردانی استیون کونراد است. در این فیلم بازیگرانی همچون شان ویلیام اسکات، جان سی ریلی، جینا فیشر، لیلی تیلور، فرد ارمیسن، گیل بیلاز، بابی کاناوله، ریک گونزالس، کریس کنراد، جیسون بیتمن و آدریان مارتینز ایفای نقش کرده‌اند.